# Supunna michaelseni
Supunna michaelseni là một loài nhện trong họ Corinnidae.
Loài này thuộc chi Supunna. Supunna michaelseni được Eugène Simon miêu tả năm 1909.